# Квінт Фульвій Флакк (консул 179 до н. е.)
Квінт Фу́львій Флакк (лат. Quintus Fulvius Flaccus; ? —172 до н. е.) — політичний, державний та військовий діяч Римської республіки, консул 179 року до н. е.

## Життєпис
Походив з впливового плебейського роду Фульвіїв. Син Квінта Фульвія Флакка, консула 237 року до н. е. Про молоді роки мало відомо. 
У 184 році до н. е. став курульним еділом. Тоді помер Гай Децимій Флакк, що був претором. Тож Квінт Фульвій вирішив балотуватися на претора. Проте ці дії порушували закон щодо заборони суміщення двох магістратур. Тому римський сенат заборонив це. Втім у 182 році до н. е. Квінта Фульвія було обрано претором. Йому було доручено вести війну в Дальній Іспанії. Тут він з успіхом воював проти кельтіберів, захопивши місто Ульбікну. Як пропретор Квінт Фульвій залишався на Піренейському півострові до 180 році до н. е. За цей час він зумів ще раз завдати відчутної поразки кельтіберам, за що отримав тріумф. По поверненню до Риму у 180 році до н. е. його було обрано до колегії понтифіків.
У 179 році до н. е. його було обирано консулом разом із рідним братом Луцієм Манлієм Ацидіном Фульвіаном, що було унікальним для Римської республіки. Як провінцію він отримав Лігурію. Тут придушив заворушення й виконав наказ сенату переселити лігурів до центральної Італії. За такі дії він отримав другий тріумф.
У 174 році до н. е. Квінта Фульвія було призначено цензором разом з Авлом Постумієм Альбіном Луском. Під час своєї каденції вигнав зі складу сенату 9 осіб, зокрема рідного брата Фульвіана. Також за ініціативи цензорів було розгорнуто велику будівельну роботу у містах Фунди, Пезаврум, Потенція, Сінуесса. Квінт Фульвій за власний кошт звів храм Юпітера у Пізаврі та форум з лаками та портиками у м. Сінуесса. У 173 році до н. е. Флакк побудував храм Фортуни Еквестіс. Для цього наказав зняти дах з храму Юнони Лацинійської в Бруттії, що викликало невдоволення римської громади і, зрештою мармурові плити були повернуті.
У 172 році до н. е. внаслідок душевного розладу Квінт Фульвій Флакк наклав на себе руки. Він до цього дізнався, що один з двох його синів загнув в Іллірії, а другий небезпечно хворий.